# Кодашим

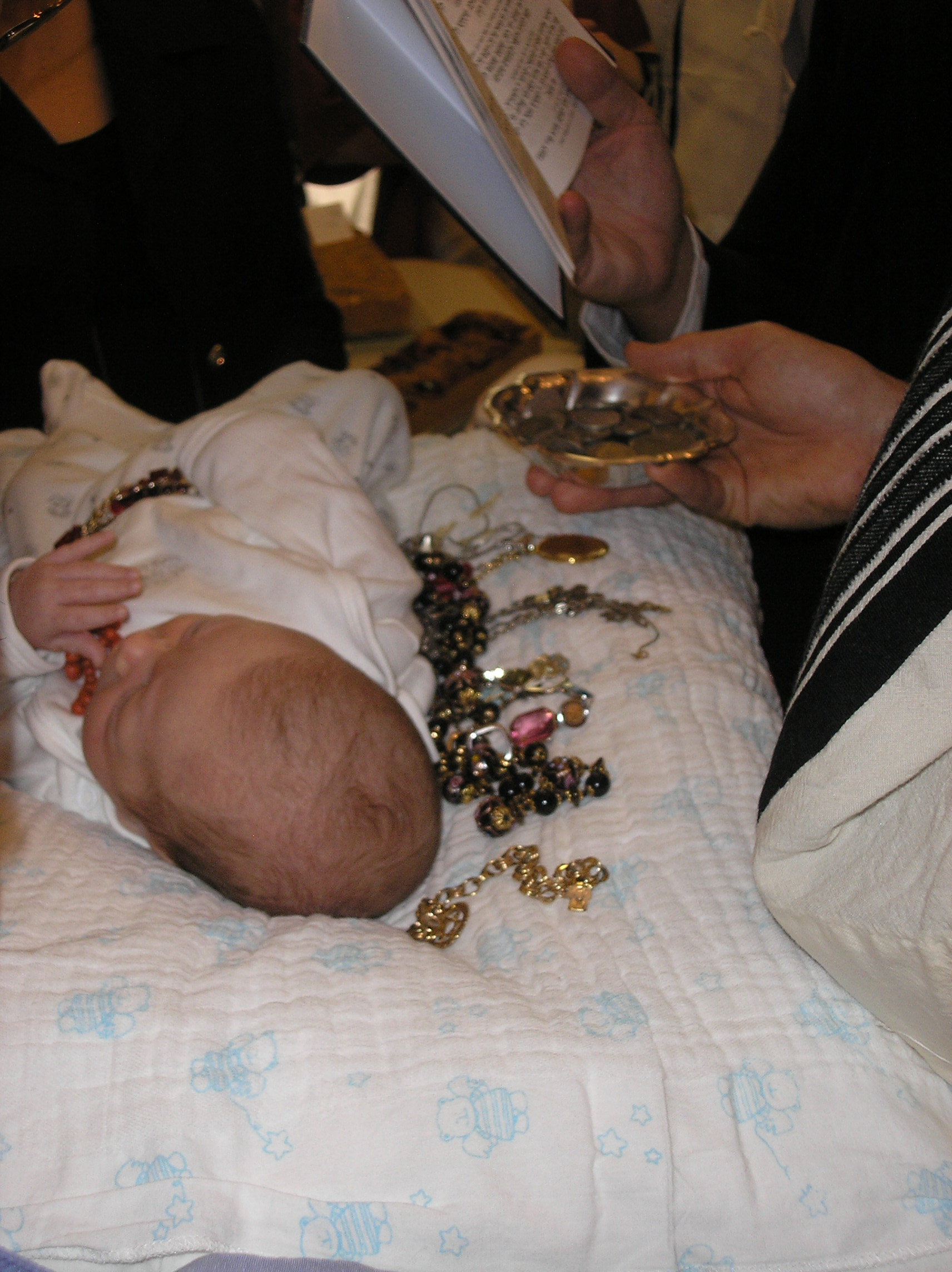
Церемония обряда выкупа первенца

Кодаши́м (ивр. קדשים‎ — «святыни») — пятый из шести разделов Мишны, рассматривает законы службы в Иерусалимском храме и жертвоприношений, а также законы о пище (Кашрут, Шхита); другие темы, имеющие какое-либо отношение к храму.
В Мишне раздел состоит из 11 трактатов:
1. Зевахим (жертвоприношения) — рассматривает законы о различных видах жертвоприношений, а также законы о пище; содержит герменевтические принципы извлечения традиционного права (Галаха).
2. Менахот (приношения) — рассматривает законы приношения от разных видов урожая (Биккурим), а также — законы о тфиллин и цицит.
3. Хулин (буднее) — рассматривает законы кашрута и шхиты, определение понятия трефа, содержит дискуссии о запрете смешивать молоко и мясо.
4. Бехорот (первенцы) — рассматривает принесение в жертву первенцев скота, приношения кохенам, ритуальный выкуп первенцев.
5. Эрахин (оценки) — рассматривает законы пожертвований в Храм, законы юбилейного года.
6. Темура (замена) — рассматривает замену жертвы, которая стала непригодной, другой жертвой.
7. Критот (отсечения) — рассматривает законы повинной жертвы, а также разбираются ситуации, связанные с смертным приговором (карет).
8. Меила (злоупотребление доверием) — рассматривает использование имущества, пожертвованного в Храм.
9. Тамид (постоянный) — порядок храмовой службы, законы постоянной жертвы.
10. Мидот (меры)
11. Киним (гнёзда птиц)

Порядок трактатов этого раздела не установлен однозначно, по некоторым версиям первым трактатом является как раз Хулин. После разрушения второго Храма в первой Иудейской войне, весь раздел, за исключением трактата Хулин, носит лишь теоретический характер, не имеющий практического значения. Сам Талмуд считает изучение законов этого отдела лишь занятием спекулятивным, דרוש וקנל שכר. По-видимому, благодаря этому обстоятельству раздел изучался менее других, и не был разработан в такой мере, как другие, почему и почитался особо глубокомысленным и трудным. Однако, изучение этого раздела ценилось у еврейских законоучителей из любви ко всему, изложенному в Торе. Для решения каких-либо практических вопросов еврейского права раздел применялся как источник аналогий.
В Вавилонском Талмуде содержится комментарии (Гемара) на почти все трактаты из раздела Кодашим кроме двух последних, и дополнения (тосефта) на почти все трактаты, кроме трех последних.
В Иерусалимском Талмуде весь раздел Кодашим не сохранился.